# Bökeberg

Bökeberg är en ort i Hyby socken i Svedala kommun i Skåne. Den ligger i Bokskogen vid länsväg 108 öster om Yddingesjön.

## Bökebergs herrgård

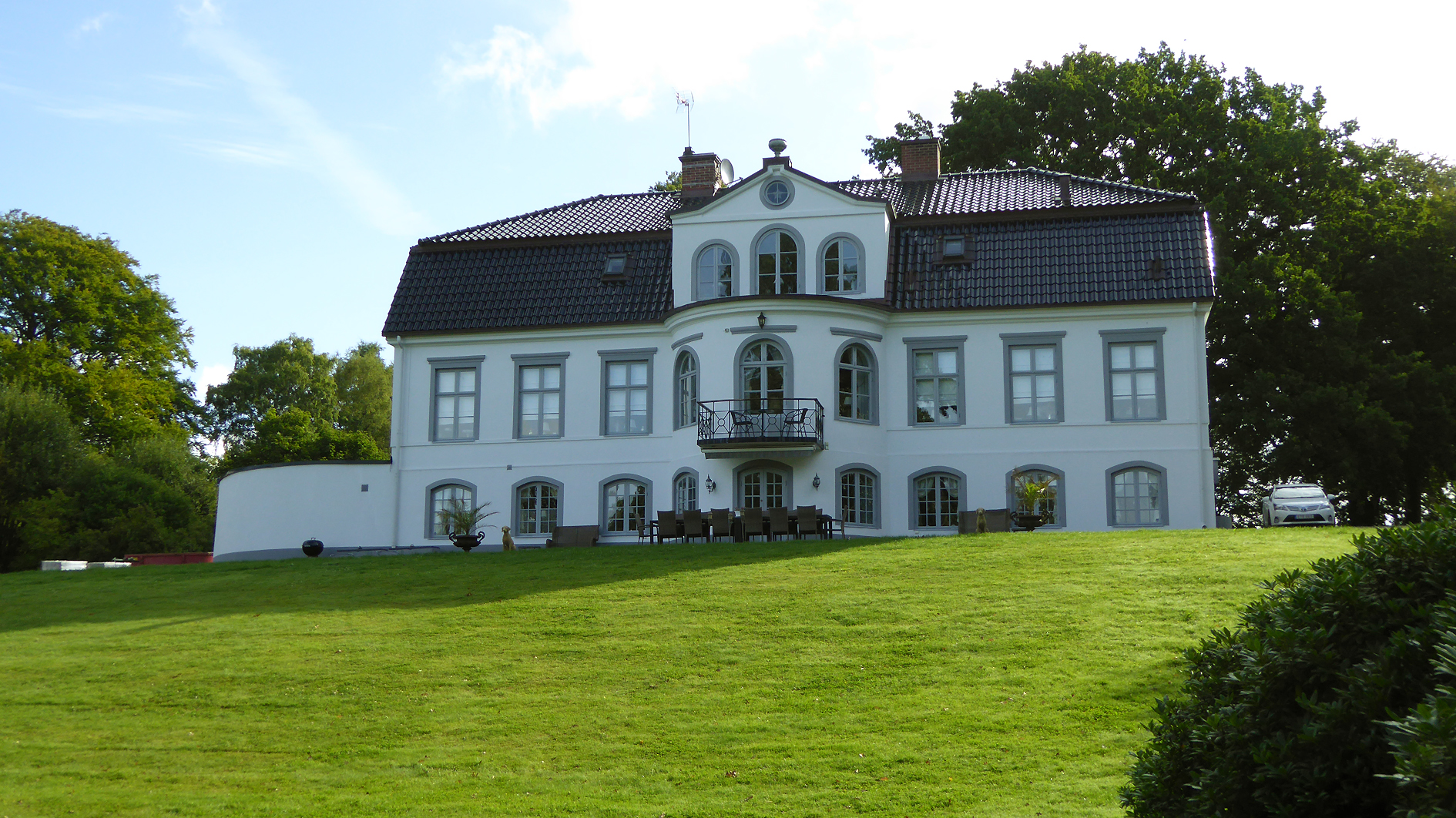
Bökebergs herrgård. Bakom fönstret längst till höger på andra våningen hade författaren Hjalmar Gullberg sin skrivarlya.

Herrgården byggdes i senempirestil under 1800-talets första hälft. Det ersatte då en större gård på platsen. Herrgården ägdes fram till slutet av 1900-talet av släkten Thott på Skabersjö men avstyckades då och såldes till privatperson. Slottet uppfördes som ett änkesäte, det vill säga att när den manliga ägaren till fideikommisset Skabersjö dog fick änkan inte bo kvar på godset utan fick ett eget boställe.
Under kejsare Vilhelm II:s besök i Skåne i slutet av 1800-talet besökte han Bökeberg i samband med en jakttur. Från slottets altan sköt han fem hjortar, allt enligt Thottska släktens dagböcker. Vid mitten av 1900-talet bodde änkan Greta Thott på slottet omkring tio år med författaren Hjalmar Gullberg. Han dränkte sig i sjön svårt sjuk 1961.
Den omgivande parken domineras av ett stort antal mycket gamla ekar. En av dessa lummiga miljöer i parken blev också inspelningsplats för Bo Widerberg när han gjorde filmen om Elvira Madigan 1967. I slutscenerna skjuts hon här av Sparre.

## Ridhuset

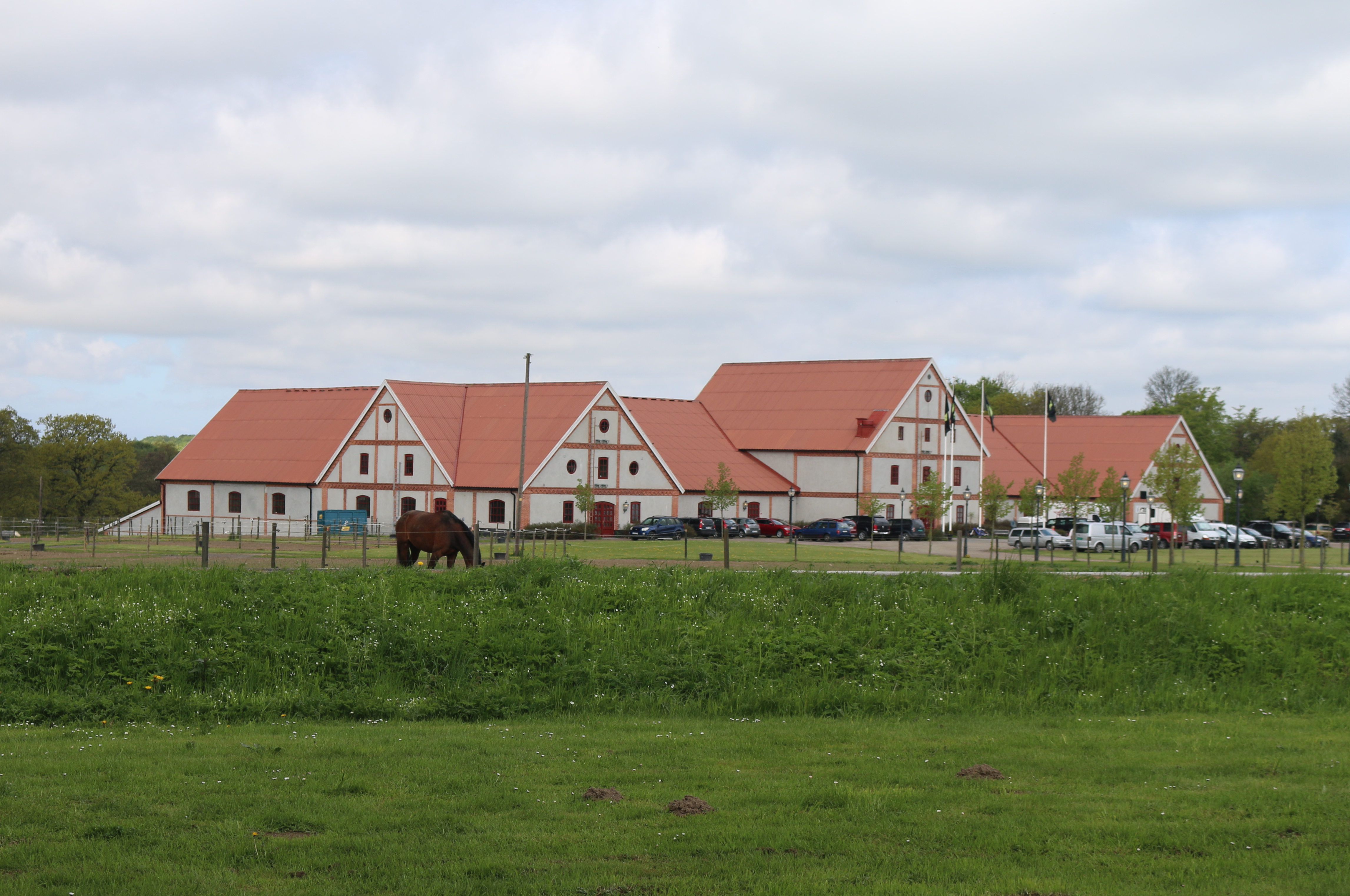
Bökebergs gård med ridhuset

Denna fastighet såldes 2004 av Skabersjö gods till ett företag som där uppförde ett stort ridhus med åskådarläktare. 2007 invigdes ridhuset med underhållning, hästshower och tävlingar.  Sveriges Ridgymnasium påbörjade ridutbildning vid anläggningen. Efter ett flertal tvister och ekonomiska problem begärdes Bökeberg AB, företaget som äger hästanläggningen, i konkurs 2013.

## Festplatsen
Bökebergs sommarrestaurang grundades 1877 samtidigt med öppningen av järnvägen mellan Lund och Trelleborg. 1876 lades en hållplats på järnvägen till i bokskogen vid Bökeberg. Det fanns inte bara en restaurang utan också ett tivoli i tidstypisk stil med karuseller, gungor, skjutbanor, kraftmätare och utedansbanor. 
I Bökeberg fanns det redan tidigare två dansbanor, en sexkantig med topptak och en fyrkantig utan tak. Musikorkestern stod mitt emellan så att man kunde dansa till samma musik på båda banorna. Dansbiljetterna kostade på den tiden 10 öre på banan med tak och 5 öre på den utan tak. 
Bland det yngre byggnaderna i Bökeberg var Röda paviljongen, som ursprungligen byggdes för den baltiska utställningen i Malmö 1914. 
I det oscarianska Sverige med dess nyväckta intresse för naturen blev Bökeberg under 1880- och 1890-talen snabbt “dansstället” för ortens befolkning och en populär utflykt för det borgerliga Malmö och det akademiska Lund. 
Grundaren, källarmästaren Carl Schweitz, anordnade många aktiviteter, bl.a. en skönhetstävling 1883, löpning och en travtävling. Många organisationer, föreningar och skolor höll sina årliga sommarmöten här t.ex. Hvilans folkhögskola. Under 1882 utgav Trelleborgs Allehanda två gånger tidningen “Bökebergs-Nisse” med artiklar om de olika aktiviteterna.